# Sint-Martinushofje
Het Maastrichtse Sint-Martinushofje, sinds enige tijd officieel Hofje Sint Maartenshuizen geheten, is gebouwd in 1715, aan het begin van de achttiende eeuw. Het idyllisch gelegen hofje in het Jekerkwartier is te vinden op nr. 27 van de Grote Looiersstraat, een lindelaan met monumentale gebouwen, waar vroeger een tak van de Jeker doorheen liep. Het ligt verscholen achter een hoge muur en bestaat uit 13 bescheiden seniorenwoningen, sinds 1955 gelegen aan een binnentuin. 

## Naamgeving
In de archieven van de Stichting Hofje Sint Maartenshuizen wordt in 1715 gesproken van een  'conventien (conventje) voor oude persoenen'.  Tot ver in de twintigste eeuw worden de huisjes binnen de stichting omschreven als "Fundatie van Sint Marten in de Groote Leurestraet", "Familiegesticht de huizen van Sint Maarten", "Gesticht van Rooms Catholijke Vrouwen Sint Maartenshuizen", "Sint Martens huijskens" of "St. Martenshuisen".  In de volksmond stonden de huisjes bekend als 't kevinsje oppe Luurestraot ('t conventje op de Looiersstraat) en 't kevinsje de Sint Martenshuizen. Het Maastrichtse woord 'kevinsje' kan verwijzen naar een kloostergemeenschap, maar ook naar een hofje, in de betekenis van een liefdadige stichting voor ouden van dagen.
Het 'kevinsje' van Martinus Frencken was een hofje voor de opvang van bejaarden, geen religieuze stichting. De huisjes stonden aan een smal steegje langs een hoge scheidingsmuur, waarin het zonlicht alleen op het middaguur vol binnenviel. Er woonden dertien bejaarde vrouwen die een zelfstandig leven leidden, zonder supervisie van een dagelijkse leiding of dagelijkse religieuze plichten. Met het slopen in 1955 van de scheidingsmuur met de boomgaard en de aanleg van een tuin, heeft het Sint Martinushofje, lange tijd slechts een straatje, ook het uiterlijk gekregen van een hofje.
De naam Sint Martinushofje heeft in het midden van de twintigste eeuw ingang gevonden. Krantenberichten van 70 jaar geleden spreken dan van een St Martinushofje.  De huidige benaming Hofje Sint Maartenshuizen is van recente datum.

## Stichting en bestuur
Het hofje werd gebouwd in 1715 met gelden uit de nalatenschap van de op 31 januari 1713 overleden Martinus Frencken, kanunnik van het kapittel van Sint-Servaas. Frencken was een zoon van Joannes Frencken en Anna van Lichtenborg en afkomstig uit een gegoede Maastrichtse familie. Hij stierf op 31 januari 1713 een subite doot en liet naast duizend gulden voor jaardiensten tevens 18.000 gulden na tot oprechtinge van een conventien voor oude persoenen.  In zijn testament wees hij zijn broer en twee zussen aan als uitvoerders van het legaat. Uiteindelijk was het echter de ongehuwde oudste zuster Hélène (Helena) Frencken (1648-1721), die het volledige proces onder haar hoede nam, van stichtingsakte en reglementen tot aankoop van de grond en begeleiding van de bouw. Martinus Frencken bepaalde dat zijn kevinsje bedoeld was voor ouden van dagen: soo van Roomse Catholijcke mans offwel vrouwpersoonen, soo als mijne gesusters het selve het beste sullen goet vinden. De zussen besloten dat de fondatie van St. Martens huijskens ten goede zou komen aan alleenstaande bejaarde vrouwen. 

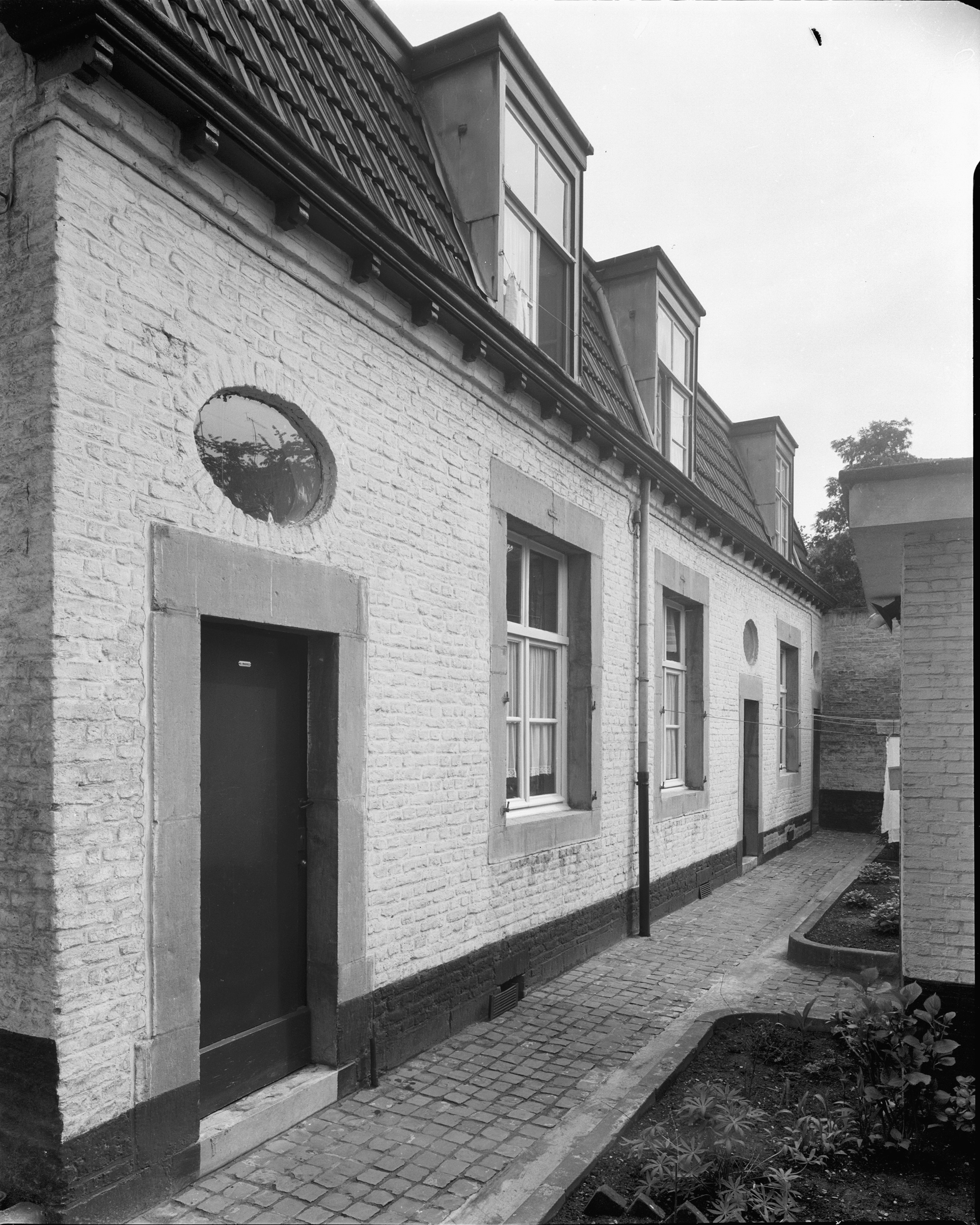
Drie huisjes in 1962

Hélène Frencken bepaalde dat het bestuur van de stichting zou worden gevormd door twee provisors die volgens een bepaald systeem om beurten een vrijgekomen huisje aan iemand konden toewijzen. Deze provisors stamden via de vrouwelijke lijn uit twee takken van de familie Frencken. Tal van belangrijke stedelijke familienamen figureren dan ook in de lijst van provisors. Omdat de huisjes particulier, geen kerkelijk bezit waren, en geestelijken in de stichtingsakte met vooruitziende blik waren uitgesloten van het bestuur, ontsnapte de Stichting Sint Maartenshuizen aan opheffing en onteigening in de Franse Tijd (1794-1814).
Het bestuurssysteem met provisors functioneert tot in de huidige tijd, zij het dat potentiële leden sinds enige tijd ook buiten de rechtstreekse  afstammelingen van de familie Frencken worden gezocht. Nog altijd sonderen twee provisors in een gesprek de geschiktheid van kandidaat-bewoners voor toetreding tot de kleine gemeenschap die het hofje vormt. Het dagelijks beheer is begin twintigste eeuw uitbesteed aan een beheerder, van 1976-2013 de Woningcorporatie Sint Servatius. Vanaf 2014 hebben de provisors dit weer in eigen hand genomen. Van inkoop is men in de vorige eeuw overgegaan op huur. De huisjes worden als bejaardenwoning toegewezen aan oudere minvermogenden uit Maastricht en omstreken. Ook de criteria zijn veranderd: de katholieke denominatie is niet leidend meer en naast vrouwen kunnen ook mannen zich melden voor het wonen op deze locatie.

## Bouwgeschiedenis
De door Hélène Frencken aangekochte grond op de hoek van Grote Looiersstraat en Zwingelput was een boomgaard van circa 360 vierkante meter, die zij te groot vond om helemaal te bebouwen. Het terrein, dat 2.010 gulden kostte, werd verdeeld in twee ongeveer gelijke percelen die van elkaar werden gescheiden door een van noord naar zuid lopende hoge muur. Het oostelijk deel, waarop een klein huisje stond, werd verhuurd aan een pachter die ook voor de boomgaard zorgde en verder als dagloner in zijn onderhoud voorzag. Van de opbrengst van de boomgaard kocht men in de winter steenkool voor de bewoonsters van het hofje. Het andere gedeelte werd gerooid en bebouwd. De opdracht voor dit hofje gunde Hélène Frencken op 30 mei 1715 aan de toenmalige stadsbouwmeester van Maastricht, Gilles Doyen, voor een bedrag van 14.500 gulden. Nog datzelfde jaar werd het complex opgeleverd. Het hofje bood een eigen huisje aan dertien alleenstaande, ongehuwde of verweduwde vrouwen, die zich daar op bepaalde voorwaarden al eerder in hun leven voor konden inkopen. Aan de Grote Looiersstraat onttrok een tweede muur het geheel aan het zicht van voorbijgangers.

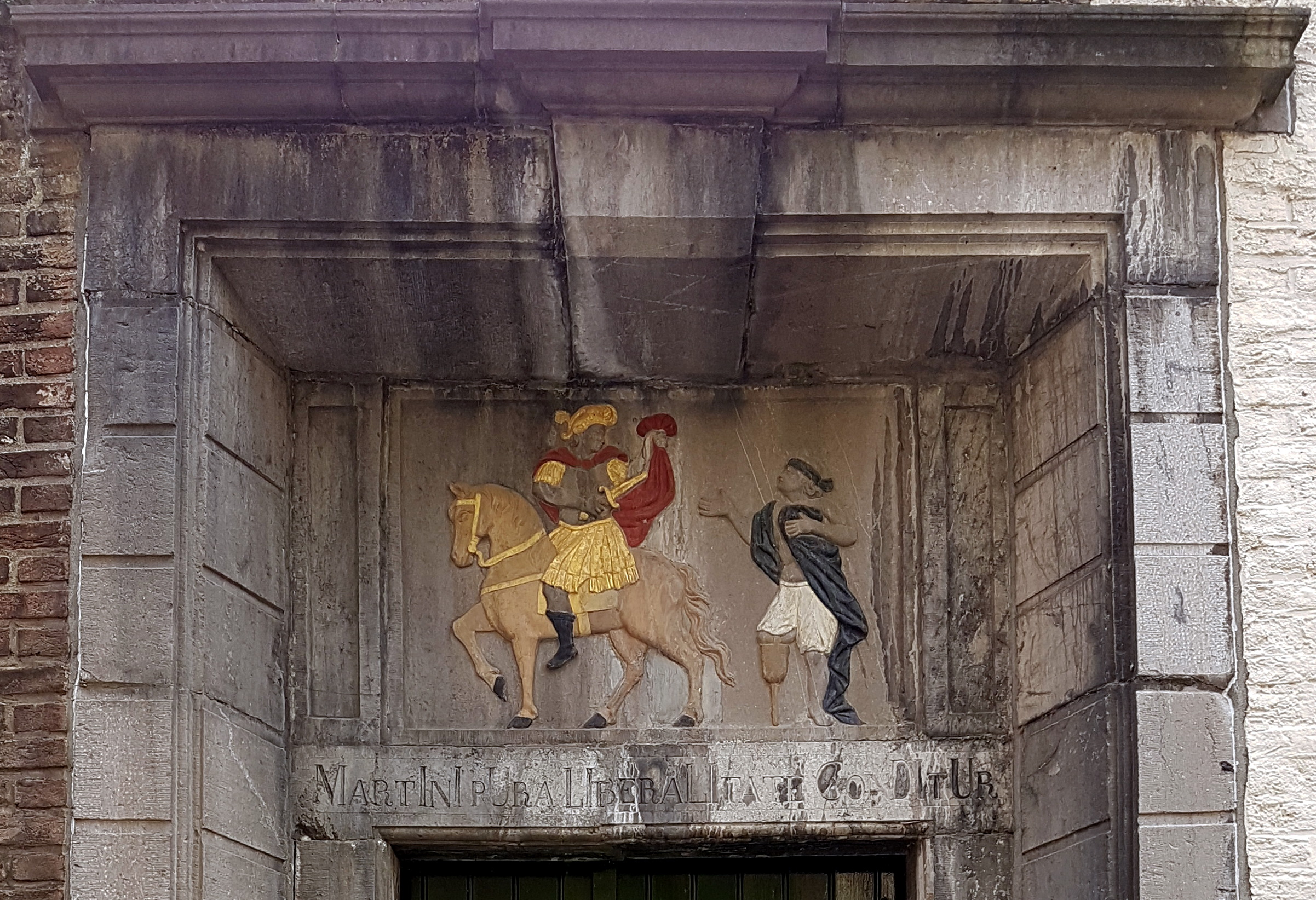
Reliëf boven de toegangspoort met Sint-Maarten en de bedelaar (1715)

Het hofje was (en is) alleen toegankelijk via de toegangspoort op Grote Looiersstraat 27, die oorspronkelijk 's avonds op slot ging en 's morgens weer werd opengesloten. Daarachter ontstond langs de hoge scheidingsmuur een smal, gehoekt en tamelijk donker straatje met tien, en aan het eind dwars daarop nog eens drie eenvoudige huisjes. Hélène Frencken had de fundatie bedoeld als 'eeuwiglyk' en bouwde consequent voor de eeuwigheid. Alle materialen waren van de beste kwaliteit: mergelsteen uit Kanne of Zichen, leien en blauwe hardsteen uit de Ardennen, alle vloeren, plafonds, deuren en ander timmerwerk uitgevoerd in duur, uitgewerkt eikenhout etc. Elk huisje kreeg zo deurstijlen en raamkozijnen van Naamse steen, had een kelder die lange tijd bij overstromingen of hoge waterstand van de Jeker niet kurkdroog bleef, een woonkeuken en een lage zolder. Bij renovaties in de Franse Tijd zijn om belastingtechnische redenen de kruiskozijnen uitgebroken en vervangen door houten kozijnen, waardoor er tevens meer lichtinval kwam in de woonkeuken. Door het aanbrengen van een ovaal raam boven de voordeur kreeg in de twintigste eeuw ook het trappenhuis meer natuurlijk licht. De kap met verhoogde zolderverdieping en de dakkapellen dateren uit 1919. Bij een grootscheepse renovatie in 1955 werd de scheidingsmuur tussen de twee percelen weggebroken en ontstond de huidige tuin. Ook kregen de huisjes toen eigen stromend water, een op de riolering aangesloten WC, een keukenblokje en centrale (blok)verwarming. In 1988-1989 vond de laatste grote renovatie plaats. Het hofje heeft sinds 30 juni 1965 de status rijksmonument en is ingeschreven onder nummer 27036 in het monumentenregister.
Met een verwijzing naar de schenker Martinus Frencken is het hofje vernoemd naar de heilige Martinus van Tours (Sint-Maarten). De geblokte omlijsting van de toegangspoort bestaat uit Naamse steen. Daarboven is een gevelsteen of reliëf aangebracht met een afbeelding van Sint-Maarten die zijn mantel deelt met een bedelaar. Onder dit reliëf staat een tijdvers (chronogram) met de Latijnse tekst: MartInI pUra LIberaLItate ConDItUr, vertaald: 'Uit zuivere liefdadigheid van Martinus wordt (dit huis) gesticht'. De groter weergegeven letters vormen in Romeinse cijfers de reeks MIIULILICDIU = 1715, het jaar van de stichting.

## Huidige situatie
De renovatie van 1988-1989 maakte het hofje met de toen nieuw aangelegde, idyllische tuin visueel buitengewoon aantrekkelijk. Het werd opgenomen in de stadswandelingen van de VVV en kreeg daardoor veel belangstelling. De toeloop van toeristen die zich niet geneerden om de poort te openen, door de ramen naar binnen te kijken, de bewoners lastig te vallen en de tuin als picknickplaats te gebruiken, heeft ertoe geleid, dat de toegangspoort tegenwoordig weer op slot is. Alleen de bewoners hebben met hun sleutel toegang. Een intercomsysteem zorgt voor communicatie tussen de poort en het eigen huis.